# Aartsbisdom Miami
Het aartsbisdom Miami (Latijn: Archidioecesis Miamiensis) is een rooms-katholiek aartsbisdom met als zetel Miami, in de Amerikaanse staat Florida. De aartsbisschop van Miami is metropoliet van de kerkprovincie Miami, waartoe ook de volgende suffragane bisdommen behoren:
- Orlando
- Palm Beach
- Pensacola-Tallahassee
- Saint Augustine
- Saint Petersburg
- Venice

## Geschiedenis
Het aartsbisdom werd opgericht op 25 mei 1958, als het bisdom Miami, uit delen van het bisdom Saint Augustine, en was suffragaan aan het aartsbisdom Baltimore. Op 10 februari 1962 veranderde het van kerkprovincie en werd suffragaan aan het aartsbisdom Atlanta. Op 2 maart 1968 verloor het gebied bij de oprichting van de bisdommen Orlando en Saint Petersburg en tegelijkertijd werd het verheven tot metropolitaan aartsbisdom. Op 16 juni 1984 verloor het gebied bij de oprichting van de bisdommen Palm Beach en Venice. 

## Parochies
Het aartsbisdom had in 2021 een oppervlakte van 12.836 km2 en telde 4.905.350 inwoners waarvan 16,8% rooms-katholiek was.

## Aartsbisschoppen
- Coleman Francis Carroll (bisschop: 13 augustus 1958, aartsbisschop: 2 maart 1968 - 26 juli 1977)
  - John Joseph Fitzpatrick (hulpbisschopp: 24 juni 1968 - 27 april 1971)
  - René Henry Gracida (hulpbisschop: 6 december 1971 - 1 oktober 1975)
- Edward Anthony McCarthy (26 juli 1977 - 3 november 1994; coadjutor sinds 5 juli 1976)
  - John Joseph Nevins (hulpbisschop: 25 januari 1979 - 17 juli 1984)
  - Agustín Alejo Román Rodríguez (hulpbisschop: 6 februari 1979 - 7 juni 2003)
  - Norbert Mary Leonard James Dorsey (hulpbisschop: 10 januari 1986 - 20 maart 1990)
- John Clement Favalora (3 november 1994 - 20 april 2010)
  - Gilberto Fernández del Villar (hulpbisschop: 23 juni 1997 - 10 december 2002)
  - Felipe de Jesús Estévez (hulpbisschop: 21 november 2003 - 27 april 2011)
  - John Gerard Noonan (hulpbisschop: 21 juni 2005 - 23 oktober 2010)
- Thomas Gerard Wenski (20 april 2010 - heden; hulpbisschop: 24 juni 1997 - 1 juli 2003)
  - Peter Baldacchino (hulpbisschop: 20 februari 2014 - 15 mei 2019)
  - Enrique Esteban Delgado (hulpbisschop: 12 oktober 2017 - heden)

## Galerij van afbeeldingen

Wapen van het aartsbisdom
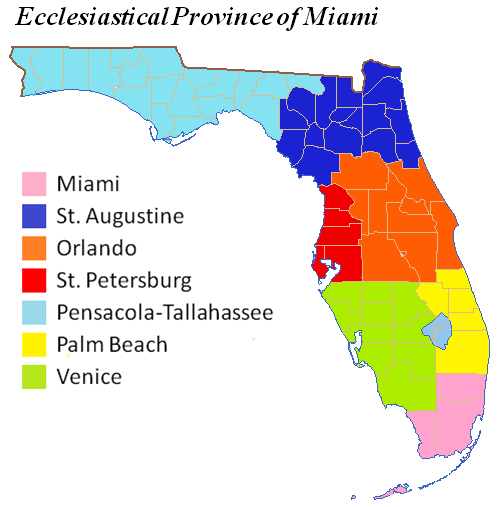
Kerkprovincie met aartsbisdom en suffragane bisdommen
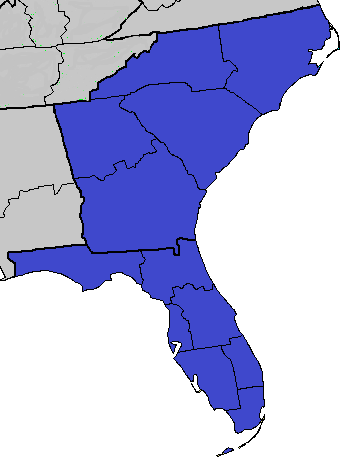
Regio XIV van de Amerikaanse bisschoppenconferentie
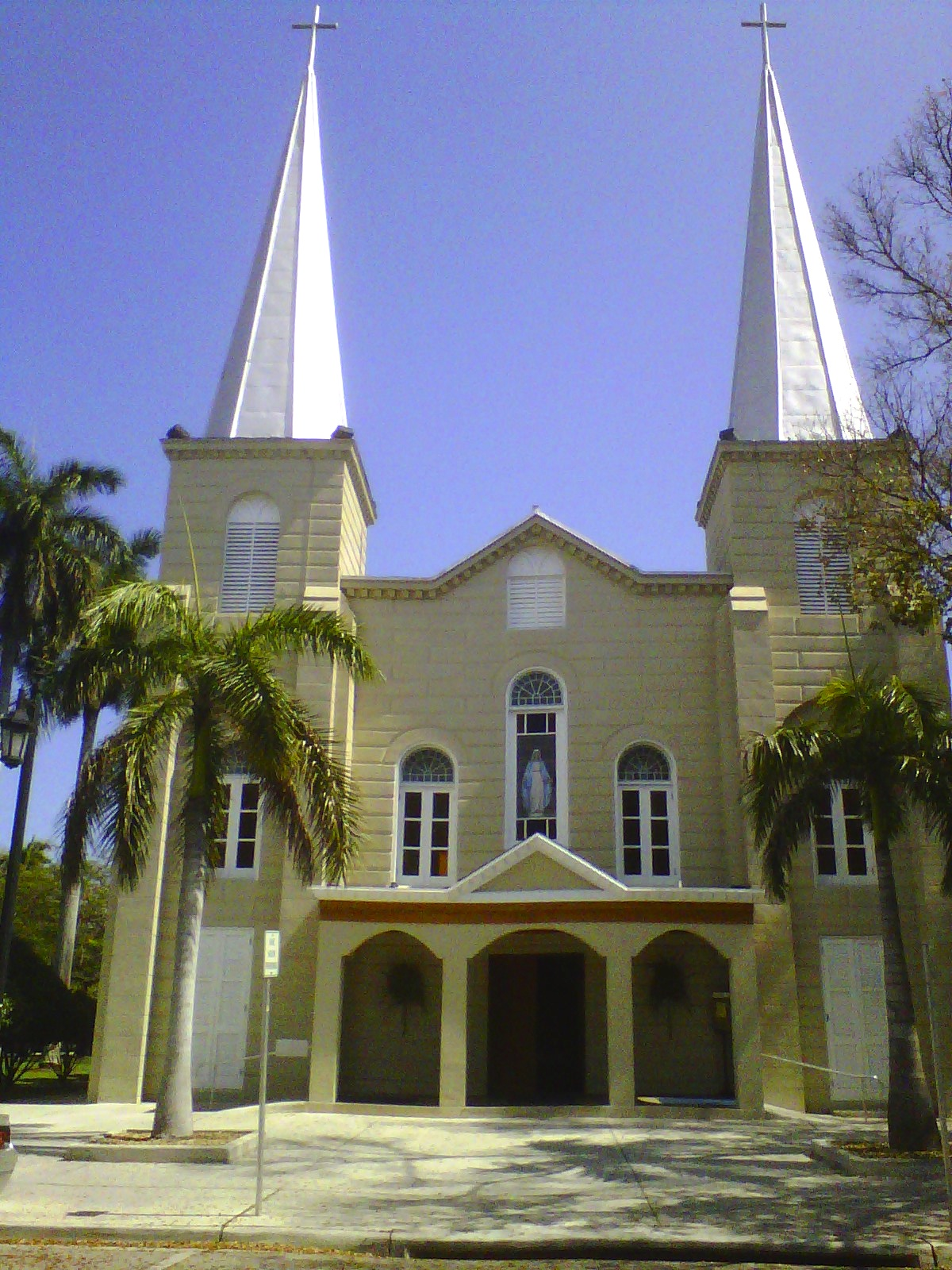
Basiliek Saint Mary Star of The Sea in Key West
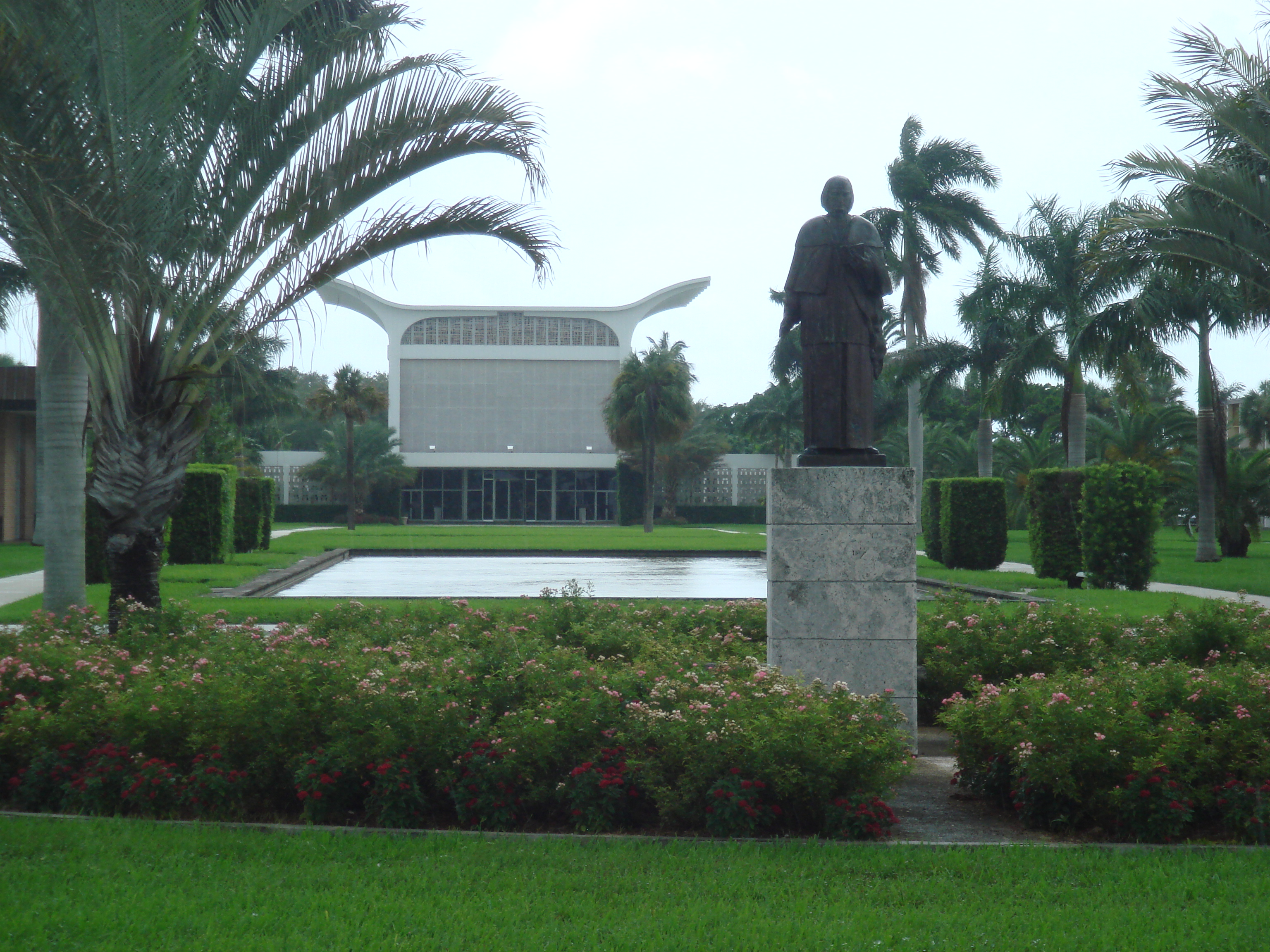
Saint John Vianney Seminary
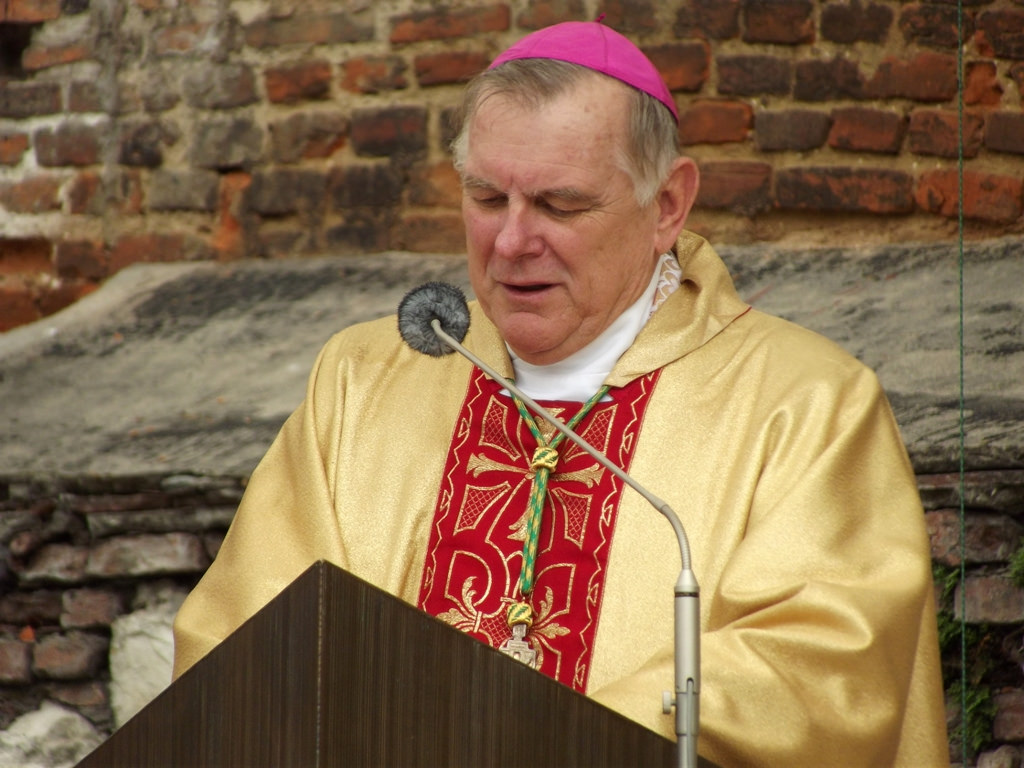
Aartsbisschop Thomas Gerard Wenski (2010-heden)

Miami (aartsbisdom) · Orlando · Palm Beach · Pensacola-Tallahassee · Saint Augustine · Saint Petersburg · Venice